# Demokraterna i Norberg
Demokraterna i Norberg (DiN) är ett lokalt politiskt parti i Norbergs kommun, som bildades inför valet till kommunfullmäktige 2018. 
I kommunalvalet 2018 fick partiet 451 röster (12,10 procent) och erhöll fyra mandat.
I kommunalvalet 2022 ställde partiet upp med 43 kandidater, partiet blev näst största parti och ökade till 23,75 % och erhöll sju mandat.

## Valresultat
| År   | Röster | %     | Mandat  |
| ---- | ------ | ----- | ------- |
| 2018 | 451    | 12,10 | 4 av 31 |
| 2022 | 807    | 23,75 | 7 av 31 |